# Jung Jae-sung
Jung Jae-sung (hangul: 정재성; hanja: 鄭在成), född 25 augusti 1982 i Jeonju, Sydkorea, död 9 mars 2018, var en sydkoreansk badmintonspelare. Vid badmintonturneringen i dubbel under OS 2012 i London deltog han för Sydkorea tillsammans med Lee Yong-dae och tog brons.